# RHNO1
RHNO1 (англ. RAD9-HUS1-RAD1 interacting nuclear orphan 1) – білок, який кодується однойменним геном, розташованим у людей на 12-й хромосомі. Довжина поліпептидного ланцюга білка становить 238 амінокислот, а молекулярна маса — 26 709.
| 10         |  | 20         |  | 30         |  | 40         |  | 50         |
| ---------- |  | ---------- |  | ---------- |  | ---------- |  | ---------- |
| MPPRKKRRQP |  | SQKAPLLFHQ |  | QPLEGPKHSC |  | ASTQLPITHT |  | RQVPSKPIDH |
| STITSWVSPD |  | FDTAAGSLFP |  | AYQKHQNRAR |  | HSSRKPTTSK |  | FPHLTFESPQ |
| SSSSETLGIP |  | LIRECPSESE |  | KDVSRRPLVP |  | VLSPQSCGNM |  | SVQALQSLPY |
| VFIPPDIQTP |  | ESSSVKEELI |  | PQDQKENSLL |  | SCTLHTGTPN |  | SPEPGPVLVK |
| DTPEDKYGIK |  | VTWRRRQHLL |  | AYLRERGKLS |  | RSQFLVKS   |  |            |

A: Аланін

C: Цистеїн

D: Аспарагінова кислота

E: Глутамінова кислота

F: Фенілаланін

G: Гліцин

H: Гістидин

I: Ізолейцин

K: Лізин

L: Лейцин

M: Метіонін

N: Аспарагін

P: Пролін

Q: Глутамін

R: Аргінін

S: Серин

T: Треонін

V: Валін

W: Триптофан

Задіяний у таких біологічних процесах, як клітинний цикл, пошкодження ДНК, альтернативний сплайсинг. 
Локалізований у ядрі, хромосомах.